# Turbonilla olivellai
Turbonilla olivellai is een slakkensoort uit de familie van de Pyramidellidae. De wetenschappelijke naam van de soort is voor het eerst geldig gepubliceerd in 2003 door Moreno, Peñas & Rolán.